# Самогубства в Казахстані
Казахстан займає одне з перших місць в світі за кількістю самогубств (за даними на 2015 рік). Офіційна статистика за кількістю суїцидів в Казахстані не оголошується. Наведені незалежними експертами цифри свідчать про те, що проблема самогубств вже набуває загрозливих масштабів, стабільно закріплюючи за Казахстаном одну із лідируючих позицій у світі за кількістю суїцидів.

## Способи
Президент Асоціації психоаналітиків Казахстану Анна Кудіярова каже, що в більшості випадків чоловіки вбивають себе через повішення. У жінок на першому місці медичні таблетки, так як вони доступні в аптеках. Серед військовослужбовців й поліцейських поширене самогубство за допомогою зброї через її доступність. Часто причиною суїциду в армії служить дідівщина.

## Дитячий суїцид
Дитячий суїцид також високий. За словами голови Національного центру з прав людини В'ячеслава Калюжного, трійка головних причин дитячого суїциду в світі виглядає так (від більшого до меншого): нещасна любов, сварки з батьками, страх перед майбутнім. Депутат мажилісу парламенту Казахстану Бахит Сиздикова вважає, що психологічний тиск на дітей в процесі підготовки до ЕНТ й її результат є причиною багатьох суїцидів.
Самогубства серед підлітків є серйозною проблемою в Казахстані.

## Статистика
У країні найбільша кількість зареєстрованих самогубств серед дівчаток у віці від 15 до 19 й серед хлопчиків, що є другим за величиною показником після Росії. Доповідь ЮНІСЕФ 2009 року показує, що з 1999 по 2008 рік кількість самогубств серед молодих людей у країні збільшилася на 23%.
За словами Раїси Шер, голови Комітету із захисту дитини міністерства освіти країни, є кілька факторів, що призводять до таких високих показників самогубств серед молодих людей:
- Знущання у школі
- Відсутність або втрата сенсу життя
- Падіння норм соціальної поведінки
- Показ неповнолітнім сцен насильства по телевізору

| Число суїцидів за віковими й статевими групами. Казахстан, 2008 | Число суїцидів за віковими й статевими групами. Казахстан, 2008 | Число суїцидів за віковими й статевими групами. Казахстан, 2008 | Число суїцидів за віковими й статевими групами. Казахстан, 2008 | Число суїцидів за віковими й статевими групами. Казахстан, 2008 | Число суїцидів за віковими й статевими групами. Казахстан, 2008 | Число суїцидів за віковими й статевими групами. Казахстан, 2008 | Число суїцидів за віковими й статевими групами. Казахстан, 2008 | Число суїцидів за віковими й статевими групами. Казахстан, 2008 | Число суїцидів за віковими й статевими групами. Казахстан, 2008 |
| --------------------------------------------------------------- | --------------------------------------------------------------- | --------------------------------------------------------------- | --------------------------------------------------------------- | --------------------------------------------------------------- | --------------------------------------------------------------- | --------------------------------------------------------------- | --------------------------------------------------------------- | --------------------------------------------------------------- | --------------------------------------------------------------- |
| Вік                                                             | 5-14                                                            | 15-24                                                           | 25-34                                                           | 35-44                                                           | 45-54                                                           | 55-64                                                           | 65-74                                                           | 75+                                                             | Усього                                                          |
| Чоловіки                                                        | 66                                                              | 657                                                             | 860                                                             | 656                                                             | 522                                                             | 240                                                             | 143                                                             | 86                                                              | 3241                                                            |
| Жінки                                                           | 19                                                              | 239                                                             | 152                                                             | 120                                                             | 97                                                              | 52                                                              | 41                                                              | 47                                                              | 768                                                             |
| Усього                                                          | 85                                                              | 896                                                             | 1012                                                            | 776                                                             | 619                                                             | 292                                                             | 184                                                             | 133                                                             | 4009                                                            |
| Source: World Health Organization                               |                                                                 |                                                                 |                                                                 |                                                                 |                                                                 |                                                                 |                                                                 |                                                                 |                                                                 |